# سلمان زمان
سلمان زمان (عربی: سلمان زمان؛ زادهٔ ۲ اکتبر ۱۹۷۹)  تیرانداز اهل بحرین است. وی در بازی‌های المپیک تابستانی ۲۰۰۸ شرکت کرده‌است.